# 12월 26일
12월 26일은 그레고리력으로 360번째(윤년일 경우 361번째) 날에 해당한다. 400년 동안 이 날은 월요일, 수요일, 토요일에 58번, 목요일과 금요일에 57번, 화요일과 일요일에는 56번 온다.

## 사건
- 887년 - 베렌가리우스 1세 포로이울리엔시스가 롬바르디의 영주들에 의해 이탈리아의 왕으로 선출되다.
- 1776년 - 트렌턴 전투에서 대륙육군이 독일 용병 부대로 구성된 영국군에 승리하다.
- 1966년 - 아프리카계 미국인의 명절인 콴자가 처음으로 지내지다.
- 1950년 - 북한군과 중공군, 한국군과 UN군으로부터 북한 전 지역을 탈환.
- 1991년 - 소비에트 최고인민회의가 그 자신과 소비에트 연방을 해체시키다.
- 1996년 - 김영삼 정권, 노동법 개정안을 기습 처리함
- 2004년 - 2004년 인도양 지진 해일: 인도네시아 수마트라섬 근처 해저에서 생긴 지진에 의한 해일로 기록적인 인명 피해가 발생하다.
- 2006년 -
  - 대만 남부에서 리히터 규모 7.0 지진이 벌어져 2명이 사망하고 42명이 부상을 입었다.
  - 이라크의 전 대통령 사담 후세인이 이라크 임시정부 법정에서 시아파 주민 학살 혐의로 사형 확정 판결을 받았다.
  - 나이지리아 라고스에서 송유관이 폭발해 260여 명이 사망하다.
- 2007년 - 2007년 12월 17일 국회를 통과한 BBK 특검법이 국무회의에서 의결되었다.
- 2008년 -
  - 대한민국 헌법재판소는 미국산 쇠고기의 수입위생조건 고시에 관한 헌법소원을 기각했다.
  - 대한민국의 전국언론노동조합은 정부 여당의 방송관계법 개정을 막기 위하여 언론 총파업에 들어갔다.
- 2011년 - 이희호와 현정은 등 조문단 18명이 김정일 조문을 위해 조선민주주의인민공화국을 방문하였다.
- 2011년 - 중국인 류창 씨, 야스쿠니 신사 '신문(神門)' 방화
- 2012년 - 아베 신조, 일본의 96대 총리로 취임하다.
- 2013년 - 아베 신조 일본 총리가 야스쿠니 신사 참배를 강행하다.
- 2014년 - 울산광역시 울주군 서생면 신고리원전 3호기 건설 현장서 가스 누출이 발생해 3명이 사망하였다.

## 문화
- 1898년 - 피에르 퀴리와 마리 퀴리가 새로운 화학 원소인 라듐을 발견하다.
- 1944년 - 미국 극작가 테네시 윌리엄스의 <유리 동물원> 초연
- 2012년 - 중화인민공화국 베이징에서 광저우를 잇는 세계에서 가장 긴 고속철도 노선인 징광고속철도가 완전개통되다.
- 2014년
  - KBS의 명화극장이 45년 만에 종영되었다.
  - 토니로마스가 한국에서 19년 만에 철수하였다.
- 2016년
  - 경부고속도로 옥산 나들목 구간이 개통되었다.
  - 서산영덕고속도로 낙동 분기점 ~ 영덕 나들목 구간이 개통되었다.

## 탄생
- 1194년 - 신성로마제국의 황제 프리드리히 2세. (~1250년)
- 1536년 - 조선의 문신, 성리학자 이이. (~1584년)
- 1771년 - 프랑스의 왕비 쥘리 클라리. (~1845년)
- 1791년 - 영국의 수학자이자 철학자, 발명가 찰스 배비지. (~1871년)
- 1859년 - 일본의 정치인, 공산주의 운동가, 혁명가 가타야마 센. (~1933년)
- 1893년 - 중화인민공화국의 혁명가, 정치인 마오쩌둥. (~1976년)
- 1923년 - 독일 태생의 이스라엘계 미국인 피아니스트 필리프 솔레르스. (~2023년)
- 1934년 - 캐나다의 배우 맷 짐머맨. (~2022년)
- 1935년 - 토고의 군인 냐싱베 에야데마. (~2005년)
- 1940년
  - 일본의 축구인 미야모토 데루키. (~2000년)
  - 미국의 경제학자 에드워드 프레스콧. (~2022년)
- 1944년
  - 대한민국의 성우 이규연. (~1992년)
  - 대한민국의 배우 박용식. (~2013년)
- 1949년
  - 동티모르의 정치인 조제 하무스 오르타.
  - 미국의 음악가, 피아니스트 조지 윈스턴. (~2023년)
- 1950년 - 대한민국의 축구 선수 권이운.
- 1951년 - 대한민국의 박정희 대통령 부인 육영수 여사 암살자 문세광. (~1974년)
- 1953년
  - 도미니카 공화국의 대통령 레오넬 페르난데스.
  - 에스토니아의 대통령 토마스 헨드릭 일베스.
  - 대한민국의 교육자, 정치인 김승환.
- 1957년 - 대한민국의 도예가 전진희.
- 1958년
  - 대한민국의 공무원 성용락.
  - 영국의 포뮬러원 엔지니어 에이드리언 뉴이.
- 1959년 - 대한민국의 전 헌법재판관, 법조인 강일원.
- 1960년 - 뉴질랜드의 배우 테뮤라 모리슨.
- 1961년
  - 대한민국의 프로듀서 최승호.
  - 대한민국의 가정의학과 전문의이자 의학박사 오한진.
- 1965년 - 동독의 수영 선수 카틀렌 노르트. (~2022년)
- 1969년 - 대한민국의 가야금 연주가, 작곡가 곽수은.
- 1971년 - 미국의 배우 겸 가수 자레드 레토.
- 1973년 - 대한민국의 가수 김창열 (DJ DOC).
- 1974년 - 대한민국의 축구 선수 강성민.
- 1976년 - 대한민국의 배우 이재황.
- 1978년 - 대한민국의 가수 김목인.
- 1979년
  - 대한민국의 배우 송새벽.
  - 대만의 배우, 가수 훠젠화.
- 1980년
  - 대한민국의 배우 조정석.
  - 코트디부아르의 축구 선수 아뤼나 댕단.
- 1982년
  - 대한민국의 배우 조이진.
  - 일본의 모델, 배우 후지사와 에마.
  - 일본의 영화 배우 오구리 슌.
- 1983년
  - 대한민국의 방송인 원자현.
  - 일본의 가수 타카하시 유우.
- 1984년
  - 대한민국의 희극인 김회경.
  - 대한민국의 쇼트트랙 스피드 스케이팅 선수 최은경.
- 1985년 - 일본의 영화 배우 시로타 유.
- 1986년
  - 프랑스의 축구 선수 위고 요리스.
  - 영국의 배우 킷 해링턴.
  - 대한민국의 축구 선수 차기석. (~2021년)
  - 대한민국의 가수 송가인.
- 1987년
  - 대한민국의 야구 선수 이명기.
  - 대한민국의 가수 우이경.
- 1988년
  - 대한민국의 가수 지세희.
  - 일본의 성우 노토 아리사.
- 1989년
  - 대한민국의 쇼트트랙 선수 곽윤기.
  - 일본의 성우 토쿠이 소라.
  - 알제리의 축구 선수 소피안 페굴리.
  - 대만의 작가, 수필가 리친펑.
- 1990년
  - 대한민국의 뮤지컬 배우 김도현.
  - 러시아의 프로 축구 선수 데니스 체리셰프.
  - 웨일스의 축구 선수 에런 램지.
- 1991년
  - 대한민국의 필드하키 선수 서정은.
  - 대한민국의 배우 장유빈.
  - 대한민국의 가수 최우진.
  - 미국의 배우 이든 셔.
- 1992년
  - 대한민국의 축구 선수 김성수.
  - 영국의 가수 제이드 설웰.
- 1993년 - 중국의 배우 호일천.
- 1994년
  - 대한민국의 가수 설아 (우주소녀).
  - 대한민국의 정치인 백지원.
  - 대한민국의 가수 P.K (MVP).
  - 이란의 레슬링 선수 하산 야즈다니.
- 1995년
  - 대한민국의 가수 도이현 (마이네임).
  - 대한민국의 배우 오현중.
- 1996년
  - 일본의 배우 마츠이 아이리.
  - 일본의 배우, 모델 야마야 카스미.
  - 대한민국의 배우 권지우.
  - 대한민국의 전 스타크래프트 프로게이머 김기용.
- 1997년 - 대한민국의 배우 차다영.
- 1998년
  - 대한민국의 배우 박종찬.
  - 대한민국의 축구 선수 한정우.
- 1999년
  - 중국의 배우 우레이.
  - 대한민국의 가수 최숲.
- 2001년
  - 미국의 가수 카일라 (프리스틴).
  - 일본의 가수 오구리 유이
- 2002년 - 대한민국의 배우 조준영.
- 2003년 - 덴마크의 태권도 선수 에디 흐르니치.
- 2006년 - 중화민국의 바둑 기사 쉬징언.

### 미상
- 일본의 기업인 메리 키타가와. (~2021년)

## 사망
- 268년 - 제25대 로마 교황 교황 디오니시오. (?~)
- 1890년 - 독일의 고고학자 하인리히 슐리만. (1822년~)
- 1956년 - 대한민국의 교육자, 독립운동가 김도태. (1891년~)
- 1972년 - 미국의 제33대 대통령 해리 S. 트루먼. (1884년~)
- 1977년 - 미국의 영화 감독 하워드 호크스. (1896년~)
- 1997년 - 대한민국의 바둑 기사 강문철. (1941년~)
- 2006년 - 미국의 제38대 대통령 제럴드 포드. (1913년~)
- 2016년 - 대한민국의 축구 선수 박재완. (1987년~)
- 2018년 - 대한민국의 가수 맹유나. (1989년~)
- 2019년 - 미국의 영화배우 수 라이언. (1946년~)
- 2020년
  - 소련의 스파이 조지 블레이크. (1922년~)
  - 미국의 프로레슬링 선수 브로디 리. (1979년~)
  - 미국의 야구 선수 필 니크로. (1939년~)
  - 대한민국의 지방의회의원 임재구. (1960년~)
- 2021년
  - 그리스의 제7대 대통령 카롤로스 파풀리아스. (1929년~)
  - 남아프리카공화국의 대주교 데즈먼드 투투. (1931년~)
  - 미국의 생물학자 E. O. 윌슨. (1929년~)
  - 캐나다의 영화 감독, 각본가, 편집자 장마르크 발레. (1963년~)
- 2023년
  - 독일의 정치인 볼프강 쇼이블레. (1942년~)
  - 대한민국의 정치인 안의종. (1941년~)
- 2024년
  - 미국의 래퍼 OG 마코. (1992년~)
  - 일본의 연쇄살인범. 가케히 지사코. (1946년~)
  - 인도의 정치인 만모한 싱. (1932년~)
  - 미국의 신학자 존 캅. (1925년~)

## 기념일
- 박싱 데이
- 독립기념일: 슬로베니아

## 같이 보기
- 전날: 12월 25일 다음날: 12월 27일 - 전달: 11월 26일 다음달: 1월 26일
- 음력: 12월 26일
- 모두 보기